# Референдум за присъединяване на Унгария към Европейски съюз
Референдумът за присъединяване на Унгария към Европейския съюз се провежда на 12 април 2003 г. Предложението е одобрено от 83,8% от гласоподавателите при избирателна активност от 45,6%. Впоследствие Унгария се присъединява към ЕС на 1 май 2004 г.

## Обстановка
Унгария подава заявление за членство в ЕС на 31 март 1994 г., а преговорите за присъединяване на започват през 1998 г. На среща на Европейския съвет в Копенхаген през декември 2002 г. Унгария е една от десетте държави, поканени да се присъединят към ЕС през 2004 г. Всички основни партии се съгласяват, че е необходим референдум, преди Унгария да може да се присъедини към ЕС.
Националното събрание на Унгария променя правилата за референдумите в Унгария през 1997 г. Старото изискване е избирателната активност да бъде над 50%, но то е заменено с изискване от 25% на регистрираните избиратели да подкрепят референдум. През декември 2002 г. конституцията на Унгария бива изменена, с цел да се позволи провеждането на референдум за членство в ЕС. Като част от поправката е договорена датата за провеждане на референдума – 12 април 2003 г.

## Въпрос за референдум
Въпросът, гласуван на референдума, е:
„Съгласни ли сте, че Република Унгария трябва да стане член на Европейския съюз?“ (Egyetért-e azzal, hogy a Magyar Köztársaság az Európai Unió tagjává váljon?)

## Партийни политики
| позиция | Политически партии                          |
| ------- | ------------------------------------------- |
| да      | Унгарска социалистическа партия             |
| да      | Фидес                                       |
| да      | Унгарски демократичен форум                 |
| да      | Съюз на свободните демократи                |
| да      | Социалдемократическа партия на Унгария      |
| да      | Партия център                               |
| да      | Християндемократическа народна партия       |
| Не      | Партия на унгарската истина и живот         |
| Не      | Унгарска комунистическа работническа партия |

## Кампания
Всички основни политически партии в Унгария, синдикатите, бизнес организациите, църквите и медиите подкрепят членството в ЕС. Въпреки че основната опозиционна партия Фидес, подкрепя членството, тя предупреждава, че до 100 000 работни места могат да бъдат загубени поради регулациите на ЕС и че чуждестранната конкуренция може да доведе до колапс на някои сектори на икономиката.
Медийното отразяване бива изключително положително, като се провежда кампания за премахване на популярните погрешни схващания за членството в ЕС. Те включват дали яденето на кнедли с маково семе ще бъде разрешено в ЕС и дали в ЕС е наличен само един размер презерватив. Всяка от четирите основни партии също провежда собствени кампании в подкрепа на референдума.
Опозиционният лагер на присъединяването бива ограничен до някои малки групи, които се организират в „Движение за свободна Унгария“. Нито една от тези групи не участва в унгарския парламент и по този начин не успяват да получат държавно финансиране за кампанията си. Повечето противници подчертават, че не са против „Европа“, но възразяват срещу условията за присъединяване и сегашната форма на ЕС. Въпреки това проучванията на общественото мнение по време на кампанията показват силна подкрепа за членството.

## Резултати
| избор                                | Гласове | %    |
| ------------------------------------ | ------- | ---- |
| Да                                   | 3056027 | 83.8 |
| Не                                   | 592690  | 16.2 |
| Невалидни / празни гласове           | 17998   | -    |
| Обща сума                            | 3666715 | 100  |
| Регистрирани избиратели / избиратели | 8042272 | 45.6 |
| Източник: Nohlen & Stöver            |         |      |

## Реакции
Премиерът Петер Медгеси обявява резултата по време на тържество на брега на Дунав, като казва: „Позволете ми официално да обявя, че унгарската република ще бъде член на Европейския съюз“. Европейската комисия приветства резултата като белег на края на „трагичната раздяла на Унгария с европейското семейство на демократичните нации“.
Съществуваше обаче притеснение от избирателната активност, която е значително под 70%, на която се надяват. Има критики, че по време на кампанията не е подчертана опасността от невалиден референдум поради ниска избирателна активност.  Опозицията критикува кампанията на правителството като опростена, докато правителството обвинява опозицията, че е хладка в подкрепата си за членство. Въпреки това гласът „да“ на 38% от гласоподавателите са удобно над нивото от 25%, необходимо за провеждането на референдума. 